# Cementerio Israelita de Pueblo Cazes

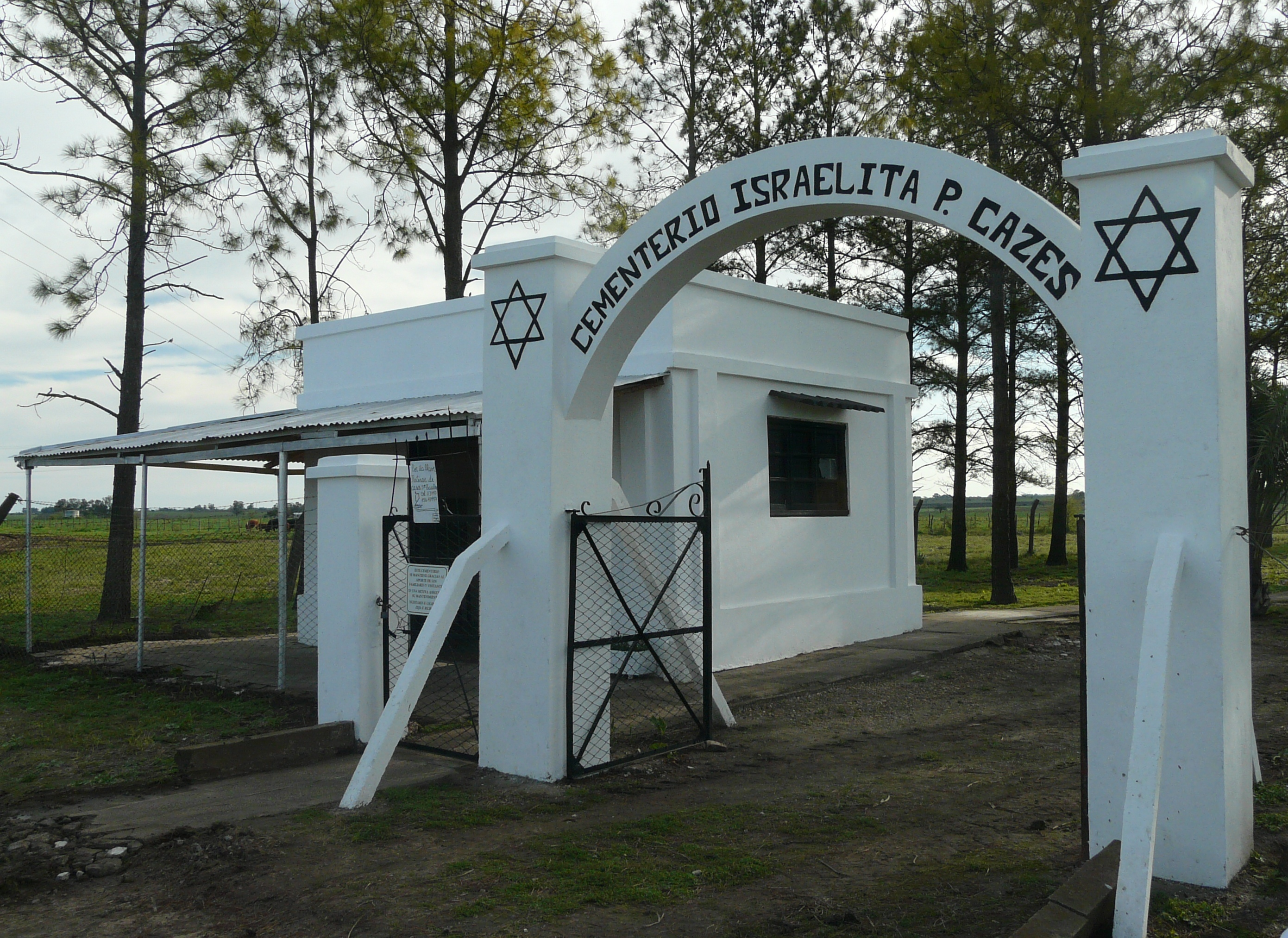
Cementerio de Pueblo Cazes.

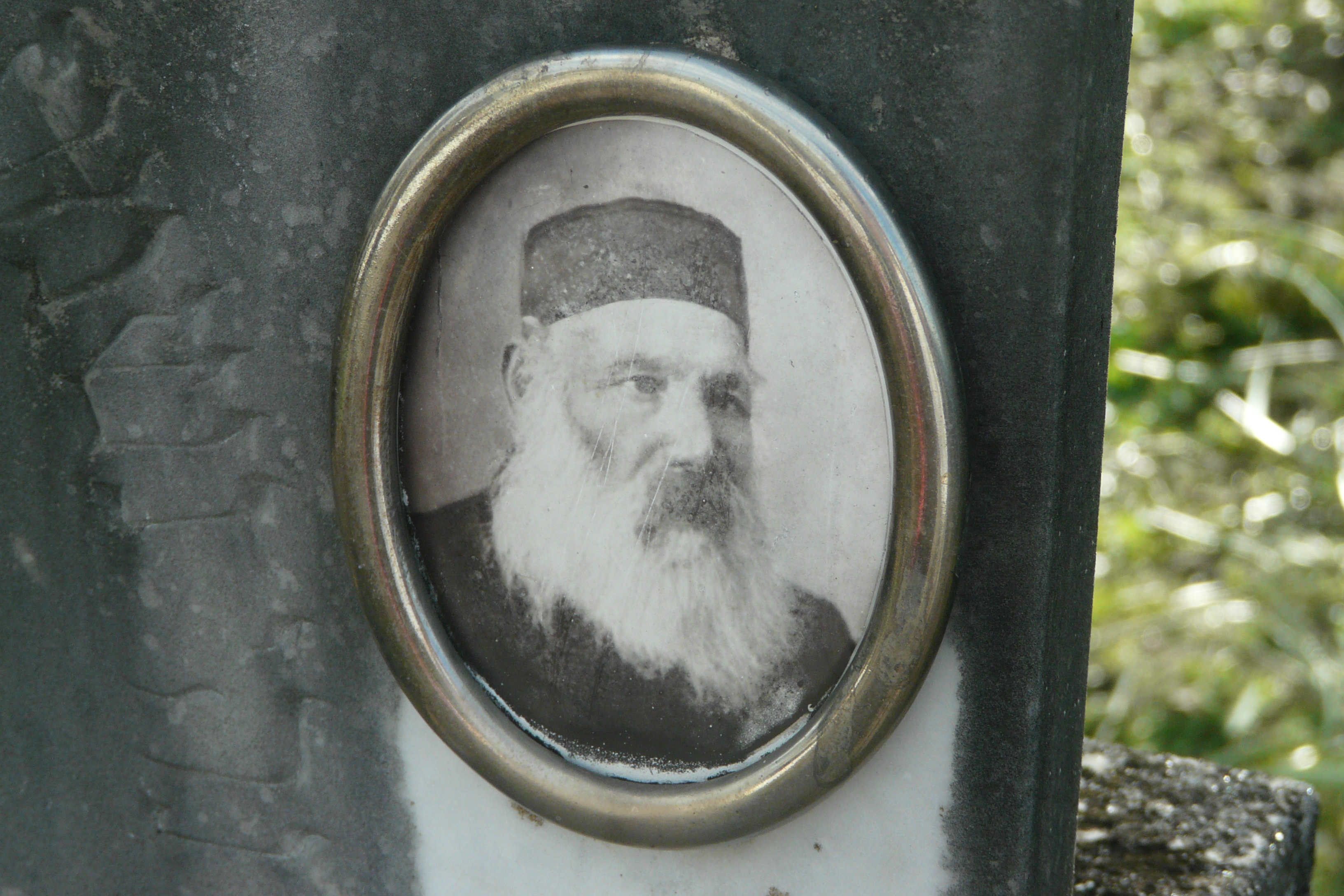
José Kersfeld - Padre de Salomón. Fallecido en 1913.

El Cementerio Israelita de Pueblo Cazes fue fundado junto a esta localidad, en septiembre de 1909 por colonos y pueblerinos llegados de Europa a la Colonia San Antonio, en el departamento Colón, Provincia de Entre Ríos alrededor del 1900 traídos por la JCA fundada por el Barón Hirsch.
El cementerio fue producto de los primeras acciones cooperativas entre los nuevos inmigrantes que llegaban a al zona. Según muestran las placas conmemorativas del centenario de Cazes.

## Comisión Organizadora
- Presidente. Elías Umansky

- Vicepresidente. Jaime Borkowsky

- Secretario: Gregorio Galperin

- Tesorero: Bernardo Davidovich

- Vocales:

- I Salomón Stein

- II Rafael Grinberg

- III Salomón Latute

- Sindico Saúl Rubinsky

## Fundadores
- David Stein
- José Krochik
- Salomón Kersfeld

## 2.ª Comisión
- Samuel Kolker
- José Herquirk
- Chapce Brawn